# Lastrea bootii
Lastrea bootii là một loài dương xỉ trong họ Dryopteridaceae. Loài này được Nieuwl. mô tả khoa học đầu tiên năm 1912.
Danh pháp khoa học của loài này chưa được làm sáng tỏ. 